# Traubia modesta
Traubia modesta (Phil.) Ravenna – gatunek roślin z monotypowego rodzaju Traubia Moldenke z rodziny amarylkowatych, występujący endemicznie na terenach pagórkowatych w pobliżu wybrzeża  pomiędzy miejscowościami Huentelauquén w Regionie Coquimbo i Rapel w Regionie Metropolitalnym, w środkowym i północnym Chile. 

## Morfologia
PokrójWieloletnie rośliny zielne, osiągające 10 cm wysokości (wyższe, gdy rosną w miejscach zacienionych).
PędJajowata cebula.
LiścieRównowąskie, o długości 30–35 cm i szerokości 1,5–2 mm, sezonowe, pojawiające się zimą, po przekwitnięciu, nieco mięsiste, umiarkowanie kanalikowate, z cienkimi brzegami i tępym wierzchołkiem.
KwiatyPojedyncze lub zebrane od 2 do 8 w baldachowaty kwiatostan, wyrastający na wąskim, pustym w środku, czerwonawym z drobnymi fioletowo-brązowymi liniami głąbiku, o wysokości 4–8 cm (rzadziej krótszym lub dłuższym), wsparty dwiema wolnymi, lancetowatymi, błoniastymi podsadkami, o długości ok. 1–2 cm i szerokości 1–2 mm. Kwiaty wsparte nitkowato-lancetowatymi przysadkami, lekko grzbieciste, poziome do zwisających, wyrastające na szypułkach o długości 0,3–2,3 cm. Okwiat gwiaździsty, biały, często ciemnoróżowy u nasady, z 3-5 purpurowo zabarwionymi wzdłużnie żyłkami po stronie odosiowej. Listki okwiatu równowąskopodługowate, o długości 1,5–2,5 cm i szerokości 3–4 mm, zrośnięte bardzo krótko u nasady na długości do 2 mm, powyżej rozwarte. Pręciki o nitkowatych nitkach, położone w ścisłej wiązce, prosto wznoszące się, niemal równej długości, lekko zakrzywione wierzchołkowo. Szyjka słupka nitkowata, lekko opadająca, rosnąca ukośnie poniżej wiązki pręcików. Znamię słupka główkowate.
OwoceWklęsłe, kulisto-trójgraniaste torebki zawierają czarne, lśniące, spłaszczone, półjajowate lub półeliptyczne nasiona z błoniastymi skrzydełkami.

## Systematyka
Pozycja systematyczna
Gatunek z monotypowego rodzaju Traubia z podplemienia Traubiinae, z plemienia Hippeastreae, podrodziny amarylkowych Amaryllidoideae z rodziny amarylkowatych Amaryllidaceae. 
Synonimy nomenklatoryczne
- Rhodophiala modesta Phil., Anales Univ. Chile 43: 544 (1873) (bazonim)
- Hippeastrum modestum (Phil.) Baker, J. Bot. 16: 83 (1878)
- Amaryllis modesta (Phil.) Traub & Uphof, Herbertia 5: 123 (1938)

Synonimy taksonomiczne
- Lapiedra chilensis F.Phil. ex Phil., Anales Univ. Chile 93: 144 (1896)
- Traubia chilensis (F.Phil. ex Phil.) Moldenke, Pl. Life 19: 55 (1963)

HomonimyNazwę Traubia Smit, 1953 nosi również rodzaj pcheł z rodziny Stivaliidae.